# Debanttal
Debanttal är en dal i Österrike.   Den ligger i förbundslandet Tyrolen, i den centrala delen av landet, 300 km sydväst om huvudstaden Wien.
I omgivningarna runt Debanttal växer i huvudsak blandskog. Runt Debanttal är det ganska glesbefolkat, med 27 invånare per kvadratkilometer.